# Fox Showcase
FOX Showcase (trước đây gọi là showcase) là một kênh truyền hình cáp và vệ tinh  của Úc. Ban đầu nó là một phần của các kênh Showtime Australia và được quản lý bởi giám đốc điều hành PMP Peter Rose. Năm 2007, Rose nói Showcase "cung cấp một ngôi nhà thực sự cuối cùng cho bộ phim chất lượng ở Úc, và danh sách các sự kiện truyền hình nổi bật này chỉ là sự khởi đầu". Showcase ra mắt với buổi ra mắt truyền hình Úc của Dexter và Satisfaction
FOX Showcase hiện thuộc sở hữu và điều hành bởi foxtel và là kênh giải trí hàng đầu của họ. Nó phát sóng trên kênh 114 trên Foxtel, Optus TV.
Foxtel đã tiếp quản lý và sản xuất Showcase và các kênh Showtime khác kể từ ngày 31 tháng 10 năm 2012, với việc mua tài sản của PMP. Vào ngày 9 tháng 12 năm 2012, đã có thông báo rằng Movie Network và Showtime (ngoại trừ Showcase) sẽ được thay thế bằng một dòng sản phẩm mới của các kênh phim mang thương hiệu Foxtel được đặt tên là Foxtel Movies
Showcase còn phát sóng các bộ phim truyền hình  từ HBO và các mạng lưới quốc tế khác, các chương trình cũ, phim tài liệu và phim độc lập.
Ngày 03 tháng 11 năm 2014 Showcase chuyển từ phát sóng phim và kịch sang Drama. Ngoài ra, kênh chuyển từ kênh 404 đến kênh 115 và kênh timeshift + 2 được chuyển từ kênh 414 sang kênh 158.
Sau khi ra mắt của kênh Binge vào ngày 5 tháng 10 năm 2016 thay thế cho SoHo,Showcase được chuyển đến kênh 114.

## Chương trình

### Kịch
- Love My Way (2004 on FOX8, 2005 on W Channel, 2007 on Showcase)
- Satisfaction (2007–2010)
- Tangle (2009–2012)
- Cloudstreet (2011)
- Devil's Playground (2012)
- A Place to Call Home (2013–2014 on Seven, 2015 on SoHo, 2016–present on  FOX Showcase)
- Wentworth (2013–2016 on SoHo, 2017–present on Showcase)
- Deadline Gallipoli (2015)
- The Kettering Incident (2016)
- Secret City (2016)
- Picnic at Hanging Rock (2018)

### Chương trình nước ngoài
- The Affair
- Allegiance
- The Americans
- American Horror Story Apocalypse
- Bates Motel
- The Big C
- Better Things
- Breaking Bad
- Boardwalk Empire
- Bored to Death
- Braquo
- Brotherhood
- Californication
- The Corner
- Dexter
- Drama
- Divorce
- Eastbound & Down
- Elementary
- Entourage
- The Firm
- Funny or Die Presents
- Game of Thrones
- Generation Kill
- Girls
- The Good Wife
- Graceland
- House of Cards
- House of Saddam
- How to Make It in America
- Hung
- In Treatment
- John Adams
- John from Cincinnati
- The Killing
- The Life and Times of Tim
- Lip Service
- Longmire
- Looking
- Mad Men (season 6)
- Major Crimes
- Mildred Pierce
- Nashville
- The Newsroom
- Orange Is the New Black
- Outlander
- The Pacific
- The Riches
- The Ricky Gervais Show
- Rizzoli & Isles
- Rogue
- Romanzo criminale
- Saving Grace
- Scandal
- Shameless*
- Sleeper Cell
- Sons of Anarchy
- The Sopranos
- Togetherness[8]
- Treme
- True Blood
- The Tudors
- Vinyl[9]
- The West Wing
- Westworld (series, 2016–)
- White Collar